# Bambusa riparia
Bambusa riparia är en gräsart som beskrevs av Richard Eric Holttum. Bambusa riparia ingår i släktet Bambusa och familjen gräs.
Artens utbredningsområde är Papua Nya Guinea. Inga underarter finns listade i Catalogue of Life.